# Madang Province
Madang ist eine von 21 Provinzen in Papua-Neuguinea. Sie ist mit 29.000 km² fast so groß wie Nordrhein-Westfalen, bei nur 493.906 Einwohnern (Nordrhein-Westfalen: 18 Millionen). Die Hauptstadt der Provinz ist die gleichnamige Stadt Madang.

## Geschichte
Madang gilt schon seit 15.000 Jahren als besiedelt. Der erste Europäer traf erst 1861 in der Provinz ein – ein russischer Biologe namens Nicolai Miklouho-Maclay.
Die Stadt Friedrich-Wilhelm-Hafen, heute ebenfalls Madang genannt, wurde 1886 auf Kaiser-Wilhelms-Land durch die deutsche Neuguinea-Kompagnie gegründet. Aufgrund des tropisch-feuchten Klimas starben viele der ersten Bewohner an Tropenkrankheiten wie der Malaria. Am 17. September 1892 wurde die Landesverwaltung der Neuguinea-Kompagnie unter deren neuernannten Landeshauptmann Georg Schmiele von Stephansort nach Friedrich-Wilhelmshafen verlegt. Bis zum wirtschaftlichen Ende der Kompagnie, 1899, blieb der Ort Hauptstadt von Deutsch-Neuguinea. Bei der Verlegung des Verwaltungssitzes vom bisherigen Hauptort Stephansort begleiteten Papuaner die deutschen Verwaltungsbeamten. Diese Einheimischen nannten Friedrich-Wilhelmshafen untereinander nach ihrer Heimatinsel Madang, dieser Name wurde später übernommen. Nach der Übernahme der Neuguinea-Kompagnie durch das Deutsche Reich 1899, wurde die Hauptstadt zunächst nach Herbertshöhe (heute Kokopo) auf die Insel Neupommern (heute Neubritannien) verlegt.
1904 kam es in Madang zu einer Strafaktion aufgrund einer vermuteten Verschwörung und viele Einheimische wurden standrechtlich erschossen. 1912 plante eine kleine Gruppe Papuaner möglicherweise eine Revolte, die aber kaum durchführbar gewesen wäre. Zur Strafe siedelten die Deutschen ganze Dörfer um.
Spuren der deutschen Kolonialzeit sind auch heute noch zu finden. Die großen, schattenspendenden Bäume in Madang wurden von Deutschen gepflanzt. Auch einst von den Deutschen entlang der Nordküste und in der Astrolabe Bay und der Hansa Bay angelegten Tabak-, Kokosnuss-, Kakao- und Kaffeeplantagen existieren noch.
1918 übernahm Australien die deutsche Kolonie als Treuhandgebiet – das Deutsche Reich durfte nach dem verlorenen Ersten Weltkrieg keine Kolonien mehr besitzen.
Im Zweiten Weltkrieg geriet die Provinz dann in schwere Kriegshandlungen und wurde 1942 vom Kaiserreich Japan erobert. Die Alliierten bombardierten daraufhin die japanischen Stellungen, was auch die Siedlungen der Einheimischen in deren Nähe betraf. Zudem kam es zu Hunger und Epidemien. Australier und Amerikaner eroberten Madang 1944 zurück.
Nach dem Zweiten Weltkrieg bildeten sich vermehrt landwirtschaftliche Genossenschaften. Im November 1970 kam es zu einem Erdbeben mit 18 Toten.

## Distrikte und LLGs
Die Provinz Madang ist in sechs Distrikte unterteilt. Jeder Distrikt besteht aus einem oder mehreren „Gebieten auf lokaler  Verwaltungsebene“, Local Level Government (LLG) Areas, die in Rural (ländliche) oder Urban (städtische) LLGs unterschieden werden.
| Distrikt             | Verwaltungszentrum | Bezeichnung der LLG-Gebiete |
| -------------------- | ------------------ | --------------------------- |
| Bogia Distrikt       | Bogia              | Almami Rural                |
| Bogia Distrikt       | Bogia              | Iabu Rural                  |
| Bogia Distrikt       | Bogia              | Yawar Rural                 |
| Madang Distrikt      | Madang             | Ambenob Rural               |
| Madang Distrikt      | Madang             | Madang Urban                |
| Madang Distrikt      | Madang             | Transgogol Rural            |
| Middle Ramu Distrikt | Simbai             | Arabaka Rural               |
| Middle Ramu Distrikt | Simbai             | Josephstaal Rural           |
| Middle Ramu Distrikt | Simbai             | Simbai Rural                |
| Rai Coast Distrikt   | Rai Coast          | Astrolabe Bay Rural         |
| Rai Coast Distrikt   | Rai Coast          | Naho Rawa Rural             |
| Rai Coast Distrikt   | Rai Coast          | Saidor Rural                |
| Sumkar Distrikt      | Karkar             | Karkar Rural                |
| Sumkar Distrikt      | Karkar             | Sumgilbar Rural             |
| Usino Bundi Distrikt | Usino              | Bundi Rural                 |
| Usino Bundi Distrikt | Usino              | Usino Rural                 |

## Sehenswürdigkeiten

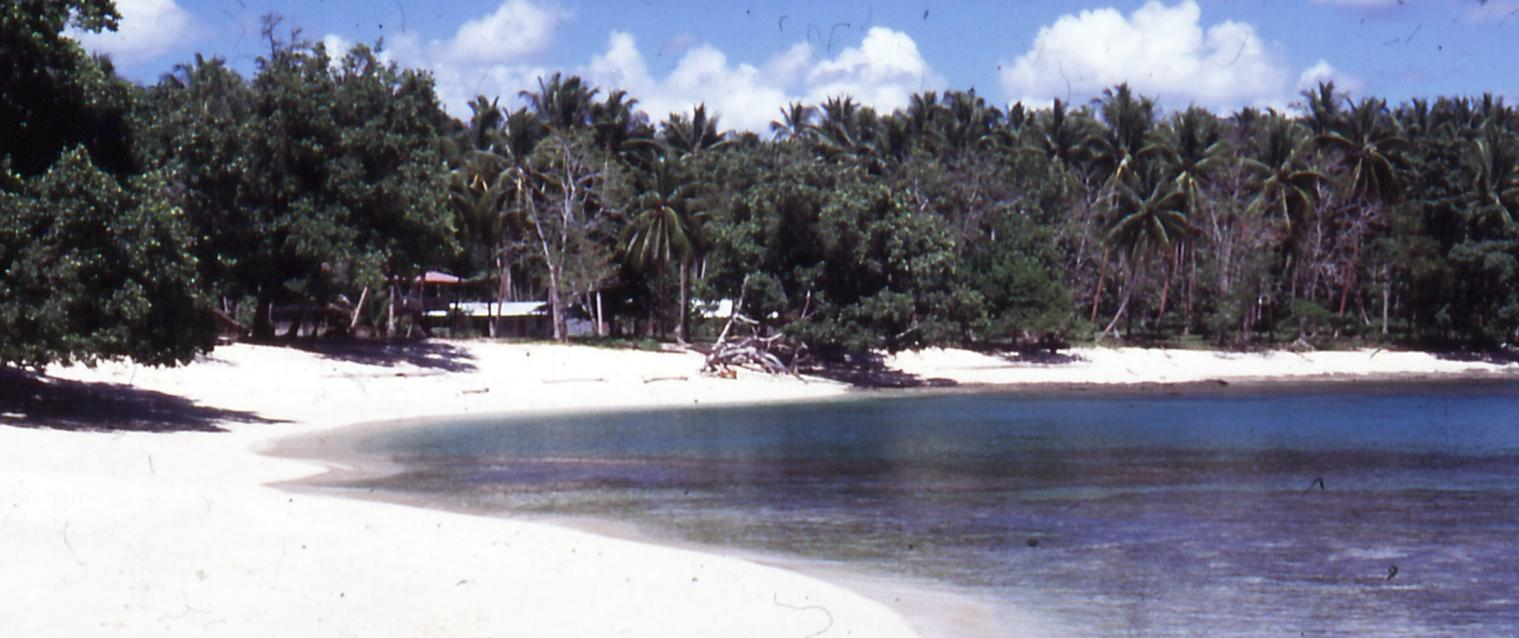
Strand an der Küste Madangs

Touristen kommen oft wegen der Tauchgelegenheiten entlang der Nordküste ins 200 km nordwestlich der Provinzhauptstadt gelegene Bogia in der Hansa Bay, wo Wracks versunkener Kriegsschiffe u. Ä. ein Ziel für Taucher sind.
Auf den Inseln Manam (83 km²) in der Hansa Bay, Karkar (362 km²) und Long Island (414 km²) gibt es hohe aktive Vulkane. Im Südwesten führt der Highway in die Nachbarprovinz Morobe und deren Hauptstadt Lae sowie in die Berge und zur Stadt Goroka.